# Saison 2022 du Fighting Irish de Notre Dame
Chronologie
Précédent Suivant

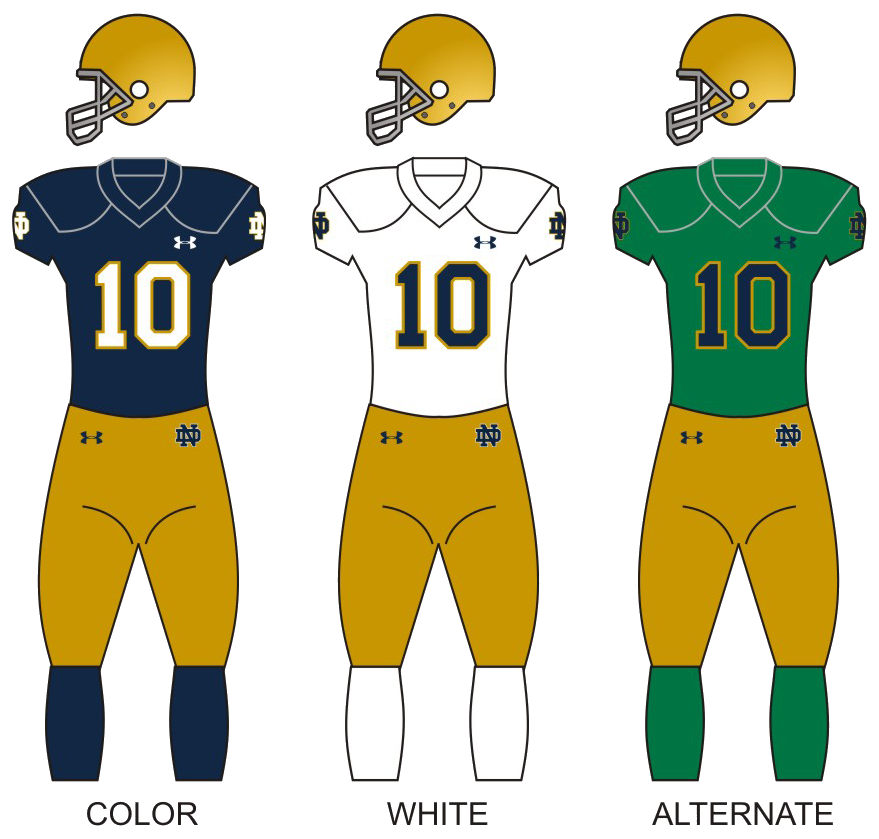
Equipements.

La Saison 2022 du Fighting Irish de Notre Dame est le bilan de l'équipe de football américain du Fighting Irish de Notre Dame qui représente l'Université Notre-Dame-du-Lac dans le championnat 2022 de Division 1 (anciennement I-A) du Football Bowl Subdivision (FBS) organisé par la NCAA.
Elle joue ses matchs à domicile au Notre Dame Stadium et est dirigée par l'entraîneur principal Marcus Freeman (en) (1re saison) lequel a succédé à Brian Kelly parti à LSU après la saison régulière 2021.
L'équipe termine la saison régulière avec 8 victoires pour 4 défaites et termine classée 21e par le Comité du College Football Playoff. Elle n'est donc pas qualifiée pour disputer la phase finale du CFP.
Elle remporte ensuite le Gator Bowl 2022 sur le score de 45 à 38 face aux #18 Gamecocks de la Caroline du Sud et termine 18e aux classements de l'Associated Press et de USA Today.

## Avant-saison

### Saison 2021
L'équipe de 2021 termine la saison régulière avec un bilan de 11 victoires pour 2 défaites dont la défaite 35 à 37 contre les Cowboys d'Oklahoma State à l'occasion du Fiesta Bowl joué au State Farm Stadium à Glendale en Arizona.
Classés no 5 par le Comité du College Football Playoff en fin de saison régulière, ils terminent ainsi la saison classés no 8 par l'Associated Press et no 9 par Coaches Poll (en).

### Draft 2022 de la NFL
Les joueurs suivants de Notre Dame ont été sélectionnés lors de la draft 2022 de la NFL :
| Tours | Choix numéro | Joueurs             | Postes | Équipes             |
| ----- | ------------ | ------------------- | ------ | ------------------- |
| 1     | 14           | Kyle Hamilton       | S      | Ravens de Baltimore |
| 5     | 164          | Kyren Williams (en) | RB     | Rams de Los Angeles |

### Transferts sortants
- QB - Brendan Clark transféré à Old Dominion ;
- WR - Lawrence Keys III transféré à Tulane ;
- TE - George Takacs transféré à Boston College via le portail des transferts ;
- OL - Quinn Carroll transféré à Minnesota ;
- LB - Shayne Simon transféré à Pittsburgh ;
- LB - Paul Moala (s'est inscrit sur le portail des transferts) ;
- CB - JoJo Johnson (s'est inscrit sur le portail des transferts) ;
- CB - Caleb Offord transféré à Buffalo ;
- S - K. J. Wallace (s'est inscrit sur le portail des transferts) ;
- S - Litchfield Ajavon (s'est inscrit sur le portail des transferts) ;
- S - Khari Gee transféré à Georgia Tech ;
- P - Jay Bramblett transféré à LSU ;

### Transferts entrants
- S - Brandon Joseph transféré de Northwestern ;
- K - Blake Gruppe transféré de Arkansas State ;
- P - Jon Sot transféré de Harvard.

### Changements d'entraîneurs
Le 2 décembre 2021, après le départ de Brian Kelly pour les Tigers de LSU, Marcus Freeman, coordinateur défensif, est désigné pour le poste d'entraîneur principal des Fighting Irish,.
Départs
- Del Alexander, entraîneur des wide receivers, non reconduit ;
- Mike Elston, entraîneur des hommes de la ligne défensive et coordinateur du recrutement, parti à Michigan ;
- John McNulty, entraîneur des tight ends, parti à Boston College comme coordinateur offensif ;
- Brian Polian, entraîneur des équipes spéciales, parti à LSU ;
- Jeff Quinn, entraîneur de la ligne offensive, non reconduit ;
- Lance Taylor, entraîneur des running backs et coordinateur pour le jeu de course, parti à Louisville comme coordinateur offensif ;

Arrivées
- Al Golden, entraîneur des linebackers et comme coordinateur défensif ;
- Harry Hiestand, entraîneur de la ligne offensive ;
- Brian Mason, entraîneur des équipes spéciales ;
- Deland McCullough, entraîneur des running backs
- Gerad Parker, entraîneur des tight ends ;
- Chansi Stuckey, entraîneur des wide receivers
- Al Washington, entraîneur de la ligne défensive;

## Programme de la saison 2022
| Dates             | Adversaires      | Stades                                                                      | TV  |
| ----------------- | ---------------- | --------------------------------------------------------------------------- | --- |
| 3 septembre 2022  | @ Ohio State     | Ohio Stadium, Columbus, OHhio                                               | ABC |
| 10 septembre 2022 | Marshall         | Notre Dame Stadium, Notre Dame, Indiana                                     | NBC |
| 17 septembre 2022 | California       | Notre Dame Stadium, Notre Dame, Indiana                                     | NBC |
| 24 septembre 2022 | @ North Carolina | Kenan Memorial Stadium, Chapel Hill, Caroline du Nord                       |     |
| 8 octobre 2022    | BYU              | Allegiant Stadium, Paradise, Nevada (Shamrock Series)                       | NBC |
| 15 octobre 2022   | Stanford         | Notre Dame Stadium, Notre Dame, Indiana (Legends Trophy)                    | NBC |
| 22 octobre 2022   | UNLV             | Notre Dame Stadium, Notre Dame, Indiana (Legends Trophy)                    | NBC |
| 29 octobre 2022   | @ Syracuse       | Carrier Dome, Syracuse, New York                                            |     |
| 5 novembre 2022   | Clemson          | Notre Dame Stadium, Notre Dame, Indiana                                     | NBC |
| 12 novembre 2022  | Navy             | M&T Bank Stadium, Baltimore, Maryland (Rip Miller Trophy)                   |     |
| 19 novembre 2022  | Boston College   | Notre Dame Stadium, Notre Dame, Indiana (Holy War)                          | NBC |
| 26 novembre 2022  | @ USC            | Los Angeles Memorial Coliseum, Los Angeles, Californie (Jeweled Shillelagh) |     |

## Équipe

### Encadrement
| Noms                | Postes                                                                     | Saisons à Notre Dame | Alma Mater (Année)                     |
| ------------------- | -------------------------------------------------------------------------- | -------------------- | -------------------------------------- |
| Marcus Freeman (en) | Entraîneur principal                                                       | 1re                  | Huber Heights Wayne High School (Ohio) |
| Al Washington       | Coordinateur du jeu de course défensif et entraîneur de la ligne défensive | 1re                  | ?                                      |
| Brian Mason         | Coordinateur des équipes spéciales                                         | 1re                  | ?                                      |
| Harry Hiestand      | Entraîneur de la ligne offensive                                           | 7e (2012-17, 2022)   | ?                                      |
| Al Golden (en)      | Coordinateur défensif et entraîneur des linebackers                        | 1re                  | Red Bank Catholic High School (N.J.)   |
| Gerad Parker        | Entraîneur des tight-ends                                                  | 1re                  | ?                                      |
| Deland McCullough   | Entraîneur des running backs                                               | 1re                  | ?                                      |
| Chris O'Leary       | Entraîneur des defensive backs et des safeties                             | 5e                   | ?                                      |
| Chansi Stuckey      | Entraîneur des wide receivers                                              | 1re                  | ?                                      |
| Tom Rees (en)       | Coordinateur de l'attaque et entraîneur des quarterbacks                   | 6e                   | Notre-Dame (2013)                      |
| Matt Balis          | Directeur de la performance                                                | 6e                   | Northern Illinois (1996)               |
| Mike Mickens (en)   | Entraîneur des cornerbacks                                                 | 3e                   | Cincinnati (?)                         |
| Ron Powlus (en)     | Assistant directeur sportif                                                | 3e                   | Notre-Dame (?)                         |
| Olivia Mitchell     | Directrice des opérations football                                         | 3e                   | Notre-Dame (2016)                      |

## Résultats
| Semaines                                                                                            | Dates        | Stades                                                      | Adversaires           | Résultats        | Statistiques     | Rankings         | Rankings         | Rankings         | Assistances      |
| --------------------------------------------------------------------------------------------------- | ------------ | ----------------------------------------------------------- | --------------------- | ---------------- | ---------------- | ---------------- | ---------------- | ---------------- | ---------------- |
| Semaines                                                                                            | Dates        | Stades                                                      | Adversaires           | Résultats        | Statistiques     | AP               | C's              | CFP              | Assistances      |
| 1                                                                                                   | 3 septembre  | Ohio Stadium • Columbus, OH                                 | @ # 2 Ohio State      | P, 10 - 21       | 0 - 1            | # 5              | # 5              | NE               | 106 594          |
| 2                                                                                                   | 10 septembre | Notre Dame Stadium • South Bend, IN                         | Marshall              | P, 21 - 26       | 0 - 2            | # 8              | # 9              | NE               | 77 622           |
| 3                                                                                                   | 17 septembre | Notre Dame Stadium • South Bend, IN                         | California            | G, 24 - 17       | 1 - 2            | NC               | NC               | NE               | 80 795           |
| 4                                                                                                   | 24 septembre | Kenan Memorial Stadium • Chapel Hill, NC (Rivalité)         | @ North Carolina      | G, 45 - 32       | 2 - 2            | NC               | NC               | NE               | 50 500           |
| 5                                                                                                   | 1er octobre  | Semaine de repos                                            | Semaine de repos      | Semaine de repos | Semaine de repos | Semaine de repos | Semaine de repos | Semaine de repos | Semaine de repos |
| 6                                                                                                   | 8 octobre    | Notre Dame Stadium • South Bend, IN (Shamrock Series)       | Brigham Young         | G, 28 - 20       | 3 - 2            | NC               | NC               | NE               | 62 742           |
| 7                                                                                                   | 15 octobre   | Notre Dame Stadium • South Bend, IN (Legends Trophy)        | Stanford              | P, 14 - 16       | 3 - 3            | NC               | NC               | NE               | 77 622           |
| 8                                                                                                   | 22 octobre   | Notre Dame Stadium • South Bend, IN                         | UNLV                  | G, 44 - 21       | 4 - 3            | NC               | NC               | NC               | 73 165           |
| 9                                                                                                   | 29 octobre   | JMA Wireless Dome • Syracuse, NY                            | @ # 16 Syracuse       | G, 41 - 21       | 5 - 3            | NC               | NC               | NC               | 46 861           |
| 10                                                                                                  | 5 novembre   | Notre Dame Stadium • South Bend, IN                         | # 4 Clemson           | G, 35 - 14       | 6 - 3            | NC               | NC               | NC               | 77 622           |
| 11                                                                                                  | 12 novembre  | M&T Bank Stadium • Baltimore, MD (Rip Miller Trophy)        | Navy                  | G, 36 - 34       | 7 - 3            | #20              | #25              | #20              | 62 124           |
| 12                                                                                                  | 19 novembre  | Notre Dame Stadium • South Bend, IN (Holy War)              | Boston College        | G, 44 - 0        | 8 - 3            | #18              | #19              | #18              | 73 503           |
| 13                                                                                                  | 26 décembre  | Los Angeles Memorial Coliseum • LA, SC (Jeweled Shillelagh) | @ #6 South Cafifornia | P, 27 - 38       | 8 - 4            | #13              | #15              | #15              | 72 613           |
| Bilan de la saison régulière : 8 victoires, 4 défaites                                              |              |                                                             |                       |                  |                  |                  |                  |                  |                  |
| # x indique les classements AP (Associated Press)/Coach'es/CFP de l'équipe avant le début du match. |              |                                                             |                       |                  |                  |                  |                  |                  |                  |

| Match                                                                                               | Date             | Stade                              | Adversaire                          | Résultat   | Statistique | Classements AP/Coaches/CFP | Assistance |
| Gator Bowl                                                                                          | 30 décembre 2022 | TIAA Bank Field • Jacksonville, FL | #19 Gamecocks de la Caroline du Sud | G, 45 - 38 | 9 - 4       | #19 / #20 / #21            | 67 383     |
| # x indique les classements AP (Associated Press)/Coach'es/CFP de l'équipe avant le début du match. |                  |                                    |                                     |            |             |                            |            |

## Classement des équipes indépendantes
| Classement 2022 des équipes indépendantes (avant les bowls) |                    |                              |   |    |   |                              |               |
| Places                                                      | Cl. CFP/AP/Coaches | Équipes                      | G | P  | N | Bowls                        | Stat. Finales |
| 1                                                           | #19 / #18 / #18    | Fighting Irish de Notre Dame | 8 | 04 | 0 | Victoire au Gator Bowl       | 9 - 04        |
| 2                                                           | -                  | Flames de Liberty            | 8 | 04 | 0 | Défaite au Boca Raton Bowl   | 8 - 05        |
| 3                                                           | -                  | Cougars de BYU               | 7 | 05 | 0 | Victoire au New Mexico Bowl  | 8 - 05        |
| 4                                                           | -                  | Aggies de New Mexico State   | 6 | 06 | 0 | Victoire au Quick Lane Bowl  | 7 - 06        |
| 5                                                           | -                  | Black Knights de l'Army      | 3 | 06 | 0 | Non                          | 6 - 06        |
| 6                                                           | -                  | Huskies du Connecticut       | 6 | 06 | 0 | Défaite au Myrtle Beach Bowl | 6 - 07        |
| 7                                                           | -                  | Minutemen d'UMass            | 1 | 11 | 0 | Non                          | 1 - 11        |

## Classements de l'équipe en cours de saison
| 2022 | Semaines | Semaines | Semaines | Semaines | Semaines | Semaines | Semaines | Semaines | Semaines | Semaines | Semaines | Semaines | Semaines | Semaines | Semaines | Semaines |
| --- | -------- | -------- | -------- | -------- | -------- | -------- | -------- | -------- | -------- | -------- | -------- | -------- | -------- | -------- | -------- | -------- |
| Polls | Pré.     | 1        | 2        | 3        | 4        | 5        | 6        | 7        | 8        | 9        | 10       | 11       | 12       | F.C.     | Bowls    | Final*   |
| AP | 5        | 8        | NC       | NC       | NC       | NC       | NC       | NC       | NC       | NC       | 20       | 18       | 13       | 19       | 19       | 18       |
| Coaches | 5        | 9        | NC       | NC       | NC       | NC       | NC       | NC       | NC       | NC       | 25       | 19       | 15       | 19       | 20       | 18       |
| C.F.P | NE       | NE       | NE       | NE       | NE       | NE       | NE       | NE       | NE       | NC       | 20       | 18       | 15       | 21       | 21       | NE       |
| Légende : NE signifie que le classement n'est PAS PUBLIÉ - - NC signifie que l'équipe est NON CLASSÉE dans le top 25 des divers classements # indique le ranking de l'équipe AVANT le match de la semaine - - * classement final APRES l'éventuel Bowl ou les matchs du CFP |          |          |          |          |          |          |          |          |          |          |          |          |          |          |          |          |